# Функціоналізм (міжнародні відносини)
Функціоналізм — це теорія міжнародних відносин, що виникла в міжвоєнний період головним чином, через сильне занепокоєння щодо застарілості держави як форми соціальної організації. Замість власних інтересів національних держав, які реалісти розглядають як мотивуючий фактор, функціоналісти зосереджуються на спільних інтересах і потребах держав (а також і недержавних акторів) у процесі глобальної інтеграції, спричиненої ерозією державного суверенітету та зростанням ваги знань, а отже, науковців і експертів у процесі формування політики. Його коріння можна простежити в ліберальних та ідеалістичних традиціях, що почалися з Іммануїла Канта і сягають аж до промови Вудро Вільсона «Чотирнадцять пунктів».
Функціоналізм є піонером у теорії та стратегії глобалізації. Держави вибудовували структури влади за принципом територіальності. Теорії держави з'явилися на припущеннях, які ототожнювали сферу влади з територією, за допомогою методологічного територіалізму. Функціоналізм запропонував створити форму влади, засновану на функціях і потребах, яка пов'язувала владу з науковими знаннями, досвідом і технологіями: він забезпечив надтериторіальну концепцію влади. Функціоналістичний підхід виключає та спростовує ідею державної влади і політичного впливу (реалістичний підхід) в інтерпретації причин такого поширення міжнародних організацій у міжвоєнний період (який характеризувався конфліктом національних держав) і в наступні роки.
Згідно з функціоналізмом, міжнародна інтеграція (колективне управління та матеріальна взаємозалежність між державами) розвиває власну внутрішню динаміку, оскільки держави інтегруються в обмежених функціональних, технічних та економічних сферах. Міжнародні організації задовольнятимуть людські потреби, спираючись на знання та досвід. Переваги, які надають функціональні агентства, привертатимуть лояльність населення, стимулюватимуть його участь і розширять сферу інтеграції. В основі функціоналізму лежать сильні припущення: процес інтеграції відбувається в рамках людської свободи; знання і досвід доступні в даний час для задоволення потреб, для яких створюються функціональні агентства; держави не будуть саботувати процес.

## Неофункціоналізм
Неофункціоналізм знову ввів територіалізм у функціональну теорію і применшив її глобальний вимір. Неофункціоналізм — це водночас теорія та стратегія регіональної інтеграції, що заснована на роботі Девіда Мітрані. Неофункціоналісти зосередили свою увагу виключно на безпосередньому процесі інтеграції між державами (регіональна інтеграція). Спочатку держави інтегруються в обмежених функціональних або економічних сферах. Згодом частково інтегровані держави відчувають зростаючий імпульс для подальших раундів інтеграції в суміжних сферах. Ця « невидима рука» явища інтеграції була названа неофункціоналістською школою «перетіканням» (spill-over). Це було найбільш очевидним у дослідженні евтаназії. Хоча інтеграції можна чинити опір, зупинити її поширення стає дедалі важче, коли вона прогресує.
На думку неофункціоналістів, існує два типи переливу: функціональний і політичний. Функціональний перелив — це взаємозв'язок між різними економічними секторами або проблемними сферами, а також інтеграція в одній політичній сфері, що переходить в інші. Політичний вплив — це створення наднаціональних моделей управління, таких масштабних як Європейський Союз, або таких добровільних, як Організація Об'єднаних Націй .
Одним із представників був американський політолог Ернст Хаас. Також вважається, що підхід Жана Моне до європейської інтеграції, яка була спрямована на інтеграцію окремих секторів у надії на досягнення побічних ефектів, що сприятимуть подальшому процесу інтеграції, був базований на тактиці неофункціональної школи. На відміну від попередніх теорій інтеграції, неофункціоналізм проголошував себе ненормативним і намагався описати та пояснити процес регіональної інтеграції на основі емпіричних даних. Інтеграція розглядалася як неминучий процес, а не як бажаний стан речей, який могли б запровадити політичні чи технократичні еліти суспільств залучених держав. Однак її сила була і її слабкістю: хоча вона розуміла, що регіональна інтеграція можлива лише як поступовий процес, її концепція інтеграції як лінійного процесу унеможливлювала пояснення невдач.

## Порівняння функціоналізму з реалізмом
Джон Маккормік порівнює основні принципи функціоналізму з принципами реалізму (коментарі додані, щоб підкреслити ключові відмінності):
|                                                | Реалізм                                                           | Функціоналізм | Коментарі                                                      |
| ---------------------------------------------- | ----------------------------------------------------------------- | --- | -------------------------------------------------------------- |
| Домінуючі цілі акторів                         | Військова безпека                                                 | Мир і процвітання | Безпека через: влада проти співпраці                           |
| Інструменти державної політики                 | Військова сила і економічні інструменти                           | Економічні інструменти та політичне волевиявлення                                                                                   | Державна політика затвердження проти переговорів               |
| Сили, що стоять за формуванням порядку денного | Можливі зміни в балансі сил і загрози безпеці                     | Початковий акцент на низькій політиці, наприклад на економічних і соціальних питаннях                                               | Порядок денний: збереження позиції проти досягнення консенсусу |
| Роль міжнародних організацій                   | Другорядна; обмежена державною владою і значенням військової сили | Істотна; нові, функціональні міжнародні організації формулюватимуть політику та ставатимуть все більш відповідальними за реалізацію | Міжнародна участь: мінімальна проти значної                    |

## Функціональне співробітництво та функціональна міжнародна організація
Мета функціоналізму щодо глобального миру досягається шляхом функціонального співробітництва через роботу міжнародних організацій (включаючи міжурядові та неурядові організації). Діяльність функціональних міжнародних організацій передбачає вжиття заходів для вирішення практичних і технічних проблем, а не проблем військово-політичного характеру. Вони також не викликають суперечок у політичному плані та передбачають спільний інтерес у вирішенні міжнародних проблем, які найкраще можуть бути вирішені транснаціональним шляхом. На думку Мітрані, вирішення функціональних питань надає акторам міжнародного співтовариства можливість успішно співпрацювати в неполітичному контексті, чого було б важче досягти в політичному. Подальший розвиток призведе до процесу під назвою «автономний розвиток», спрямований на примноження, розширення і поглиблення функціональних міжнародних організацій. В ідеалі, це зрештою призвело б до створення міжнародного уряду. Таким чином, функціоналісти припускають, що співпраця в неполітичному контексті принесе міжнародний мир. Викорінення існуючих неполітичних, невійськових глобальних проблем, які функціоналісти вважають власне джерелом конфліктів у глобальній спільноті, є тим, що вони прагнуть досягти. Однак критики вказують на деякі обмеження функціоналістського припущення: на практиці вирішення функціональних питань не обов'язково і не завжди сприяє співробітництвуі; його спрощене припущення ігнорує різні причини державних конфліктів.
Поширення функціональних міжнародних організацій відбулося без належної реорганізації та координації зусиль через відсутність центрального глобального управління, яке б забезпечувало підзвітність таких організацій. Як наслідок, серед функціональних міжнародних організацій до сьогодні спостерігається тенденція до децентралізації. Зокрема, спроби Ліги Націй координувати діяльність функціональних міжнародних організацій у сфері соціально-економічного співробітництва шляхом створення Економічної та соціальної ради ООН виявилися марними. У результаті ідея децентралізації переважає й сьогодні, за винятком випадків особливого співробітництва між Економічною та Соціальною Радою та деякими функціональними організаціями. Згодом були проведені такі саміти, як Всесвітній саміт соціального розвитку в 1995 році, Саміт тисячоліття в 2000 році та Саміт Землі в 2002 році, на яких розглядалися та координувалися питання функціонального співробітництва, особливо щодо соціальних та економічних аспектів.
Основні функції функціональних міжнародних організацій включають в себе права людини, міжнародну комунікацію, охорону здоров'я, морське право, навколишнє середовище, освіту та інформацію, міжнародні програми допомоги, підтримку біженців, а також економічний розвиток.

### Цитовані
- McCormick, John (1999). The European Union: politics and policies (вид. 2nd). Boulder, Colorado: Westview Press. ISBN 978-0-8133-9032-1.
- Mitrany, David (1933). The progress of international government. London: G. Allen & Unwin. OCLC 4701730.
- Mitrany, David (1966). A working peace system. Chicago: Quadrangle Books. OCLC 504885.
- Rosamond, Ben (2000). Theories of European integration. New York: St. Martin's Press. ISBN 978-0-333-64717-2.
- Scholte, Jan Aart (1993). International relations of social change. Buckingham: Open University Press. ISBN 978-0-335-09330-4.
- Scholte, Jan Aart (2000). Globalization: a critical introduction. New York: St. Martin's Press. ISBN 978-0-333-66022-5.
- Scholte, Jan Aart (2001). The globalization of world politics. У Baylis (ред.). The globalization of world politics: an introduction to international relations (вид. 2nd). Oxford New York: Oxford University Press. с. 13–34. ISBN 978-0-19-878263-6.
- Wolf, Peter (Summer 1973). International organization and attitude change: a re–examination of the functionalist approach. International Organization. Cambridge Journals. 27 (3): 347—371. doi:10.1017/S0020818300003544.
- Ziring, Lawrence; Riggs, Robert E.; Plano, Jack C. (2005). Social and technical cooperation. У Ziring (ред.). The United Nations: international organization and world politics. Belmont, California: Thomson Wadsworth. с. 397–469. ISBN 978-0-534-63186-4.

## Подальше читання
- Caporaso, James (March 1998). Regional integration theory: understanding our past and anticipating our future. Journal of European Public Policy. Taylor and Francis. 5 (1): 1—16. doi:10.1080/13501768880000011.
- Claude, Jr., Inis L. (1971). The functional approach to peace. У Claude, Jr., Inis L. (ред.). Swords into plowshares; the problems and progress of international organization (вид. 4th). New York: Random House. с. 344—368. ISBN 978-0-394-34053-1.
- Groom, A.J.R.; Taylor, Paul (1975). Functionalism: theory and practice in international relations. New York: Crane, Russak. ISBN 978-0-8448-0305-0.
- Haas, Ernst (1958). The uniting of Europe: political, social, and economic forces, 1950–1957. Library of World Affairs Series, no. 42. Stanford, California: Stanford University Press. OCLC 964689.
- Haas, Ernst (1964). Beyond the nation-state: functionalism and international organization. Stanford, California: Stanford University Press. ISBN 978-0-8047-0186-0.
- Held, David (1987). Models of democracy. Stanford, California: Stanford University Press. ISBN 978-0-8047-1359-7.
- Imber, Mark (1989). The USA, ILO, UNESCO, and IAEA: politicization and withdrawal in the specialized agencies. New York: St. Martin's Press. ISBN 978-0-312-03256-2.
- Keohane, Robert O.; Hoffmann, Stanley (1991). The New European community: decisionmaking and institutional change. Boulder, Colorado: Westview Press. ISBN 978-0-8133-8271-5.
- Mitrany, David (July 1948). The functional approach to world organization. International Relations. Wiley. 24 (3): 350—363. doi:10.2307/3018652. JSTOR 3018652. Pdf.
- Mitrany, David (June 1965). The prospect of European integration: federal or functional. Journal of Common Market Studies. Wiley. 4 (2): 119—149. doi:10.1111/j.1468-5965.1965.tb01124.x.
- Mitrany, David (1976). The functional theory of politics. New York: St. Martin's Press. OCLC 2273808.
- Piquet, Howard S. (July 1945). Functional international organization. Annals of the American Academy of Political and Social Science. SAGE. 240 (1): 43—50. doi:10.1177/000271624524000108.
- Sewell, James (1966). Functionalism and world politics : a study on united nations programs financing economic development. Princeton, New Jersey: Princeton University Press. ISBN 978-0-691-07508-2.
- Wallace, William, ред. (1990). The dynamics of European integration. London New York: Pinter Publishers for the Royal Institute of International Affairs. ISBN 978-1-85567-087-7.

- Глобальний енергетичний барометр